# Grazzi Brasil
Graziele Raquel da Silva Santos, conhecida como Grazzi Brasil (São Paulo, 12 de agosto de 1987), é uma cantora, sambista e intérprete de samba-enredo brasileira. Atualmente é a intérprete oficial da Estrela do Terceiro Milênio.

## Carreira
Cantora desde os 13 anos, inspirada em Elis Regina e Clara Nunes, tem o Samba e a MPB como seus gêneros favoritos. Participou de programas de calouros como o Astros, do SBT, e Ídolos, da Record. Em 2017, participou da sexta temporada do The Voice Brasil, na Rede Globo Também fez parte do elenco do musical “Cartola – O Mundo é Um Moinho” e foi backing vocal do grupo Pixote, da cantora Quelynah e da banda Sambasonics.
Grazzi ganhou notoriedade no meio carnavalesco em meados de 2016, quando defendeu o samba vencedor da Vai-Vai para o carnaval de 2017 nas eliminatórias da escola. Após a disputa, foi convidada pelo Vai-Vai a gravar uma participação na faixa da escola no CD do Grupo Especial de São Paulo, dividindo-a com Wander Pires, e a integrar o carro de som da Escola do Povo, sendo apontada pela crítica especializada como a revelação do carnaval paulistano no ano. Sua estreia como intérprete oficial ocorreu no carnaval de 2018, quando tornou-se a primeira mulher a puxar o samba-enredo da Vai-Vai na história da escola, ao lado de Gilsinho. No mesmo ano, no carnaval carioca, defendeu o samba da Paraíso do Tuiuti ao lado de Celsinho Mody e Nino do Milênio, escola que conquistaria o vice-campeonato naquele ano com o enredo "Meu Deus, Meu Deus, está extinta a escravidão?” Em 2019, novamente fez história ao comandar sozinha o carro de som como interprete oficial, novamente pelo Vai-Vai. Após o carnaval de 2019, anunciou sua saída do Tuiuti e do Vai-Vai. Posteriormente foi contratada pela São Clemente para o carnaval de 2020, quando foi intérprete oficial ao lado de Leozinho Nunes e Bruno Ribas.
Para o carnaval de 2022, Grazzi venceu sua primeira disputa de samba-enredo da carreira, na Estrela do Terceiro Milênio, que posteriormente a anunciou como intérprete oficial. Depois, foi anunciada sua volta ao carro de som da Paraíso do Tuiuti após gravar uma participação na faixa da escola no CD do Grupo Especial carioca.

## Discografia
- 2012 - Nas cordas de um cavaquinho
- 2013 - Samba Popular Brasileiro

## Títulos e estatísticas
|                  | Campeão | Vice | Terceiro |
| ---------------- | ------- | ---- | -------- |
| Primeira Divisão | —       | 2018 | 2019     |

## Premiações
- Estrela do Carnaval

1. 2018 - Revelação (Paraíso do Tuiuti)

- Plumas & Paetês Cultural

1. 2019 - Melhor intérprete (Paraíso do Tuiuti) [5]

- Prêmio SASP

1. 2022 - Melhor intérprete (Estrela do Terceiro Milênio)[6]

- Prêmio Srzd

1. 2017 - Revelação (SP)
2. 2018 -  Melhor Ala Musical (Vai-Vai)

- Troféu Sambario

1. 2018 - Revelação (Paraíso do Tuiuti)